# ناحیه البویره
ناحیه البویره (به عربی: دائرة البویرة) یک ناحیه در الجزایر است که در استان بویره واقع شده‌است.